# Parti populaire sorabe (1919-1933)
Le Parti populaire sorabe (en allemand Wendische Volkspartei, en haut sorabe Serbska ludowa strona) était le parti politique représentant les Sorabes au sein de la République de Weimar de 1919 à 1933. Il était dirigé par Jakub Lorenc-Zalěski, et ce pendant toute son existence.

## Histoire
Le parti était initialement connu sous le nom de « Parti populaire lusacien » (Lausitzer Volkspartei). Il s'est présenté aux élections fédérales de 1920, mais n'a obtenu que 0,03 % des voix et n'a pas réussi à remporter de siège. Lors des élections de mai 1924, le parti a changé de nom pour devenir le Parti populaire sorabe. Il s'est présenté dans le cadre de l'Association des minorités nationales en Allemagne, mais n'a pas réussi à obtenir de siège, n'obtenant que 0,04 % des voix au niveau national.
Aux élections de décembre 1924, la part de voix du parti a diminué de moitié, passant à 0,02 %, tandis qu'aux élections de 1928, le parti a de nouveau vu son soutien populaire chuter, ne recevant que 3 111 voix. Le parti ne s'est pas présenté à d'autres élections.
Un nouveau parti homonyme a été fondé en 2005, changeant ensuite de nom pour devenir l'Alliance lusacienne en 2010.